# Lu Sün
Lu Sün (čínsky pchin-jinem Lǔ Xùn, znaky 鲁迅, vlastním jménem Čou Šu-žen, 25. září 1881 – 19. října 1936) byl čínský spisovatel, překladatel, esejista, básník a literární kritik, jeden z nejvýznamnějších čínských spisovatelů 20. století.

## Život
Pocházel ze vzdělané rodiny drobných statkářů, brzy se naučil číst. Jeho otec zemřel po dlouhé nemoci, když bylo Lu Sünovi pět let. Přestože od té doby žila rodina v chudobě, matka dbala na jeho vzdělání a v osmnácti letech ho poslala studovat do Nankingu.  Otcova smrt na tuberkulózu ho velmi ovlivnila a kvůli tomu se rozhodl studovat lékařství. Byl ale znechucen šarlatánstvím tradiční čínské medicíny a proto od roku 1902 studoval v japonském Sendai medicínu západního směru. Na studiích se naučil německy a anglicky a hodně četl, zejména západní literaturu. Chtěl přispět k obrození ducha čínského lidu prostřednictvím literatury. První eseje v klasické čínštině začal psát v roce 1902. Jeho iniciativa v literárním hnutí a vydávání časopisu Nový život skončila brzy pro nedostatek peněz. Na dalších deset let Lu Sün své literární aktivity přerušil. 
V roce 1903 se oženil s čínskou dívkou, manželství ale nikdy nekonzumoval. V roce 1904 opustil Sendai, v roce 1906 se odstěhoval do Tokia, kde pracoval ve vyšším školství. Publikoval překlady z ruštiny, v esejistice se věnoval převážně historii čínské literatury a náboženství.
Po návratu do Číny roku 1909 učil na různých školách ve východní Číně. V roce 1912 se stal vedoucím oddělení na ministerstvu školství v Pekingu. V roce 1918 publikoval v časopise Nové mládí pod svým pseudonymem (odvozeným z dívčího jména své matky) svou první významnější povídku, Bláznův deník (狂人日記, Kchuang-žen ž'-ťi), inspirovanou stejnojmennou Gogolovou prózou, v níž pomocí nadsázky kritizoval přežitky v čínské společnosti. Po ní následovaly další povídky a básně v próze. Rychle se stal jedním z nejvýznamnějších čínských spisovatelů. Jeho nejslavnější povídkou je Pravdivý příběh A Q (阿Q正傳, A Q čeng-čuan, 1922). V roce 1923 vyšly jeho povídky souborně ve sbírce Vřava, po které následovala sbírka Tápání. Sbírka Polní tráva je složena z básní v próze zamýšlejících se nad společenskými a politickými problémy tehdejší Číny.
Vedle literární činnosti se Lu Sün stále věnoval pedagogické práci. Od roku 1920 byl profesorem na Pekingské univerzitě a vyučoval i na učitelském ústavu.  Patřil k předním levicovým spisovatelům, psal eseje, překládal z ruštiny (zejména Gogola, kterého velmi obdivoval). Byl také jedním z prvních propagátorů esperanta v Číně. V roce 1927 se po Čankajškově převratu na protest odstěhoval do Šanghaje, kde žil až do své smrti. Jako demokrat a humanista se zapojil do politické aktivity. V roce 1928 se stal členem Akce pro revoluční svépomoc, o pět let později členem Ligy na obranu lidských práv a v roce 1931 pomáhal založit Ligu levicových spisovatelů. V tomto období v jeho tvorbě převládaly eseje, které byly vydány v devíti sbírkách. Z další prózy si velkou popularitu získaly Staré příběhy v novém rouše, které přiblížily čtenářům některé tradiční čínské mytologické a historické náměty. 
V roce 1936 začal trpět tuberkulózou, kvůli které zeslábl a cítil, že umírá. Věnoval tomuto tématu několik esejů (Smrt, I tohle je život). Ve sbírce Ranní květy sebrané v podvečer v deseti vzpomínkových črtách hodnotí své dojmy a zážitky z mládí. Zemřel 19. října 1936 a je pohřben v mauzoleu v Šanghaji.

## Dílo
Byl všestranný spisovatel, kombinoval čínské a evropské literární techniky. Jeho styl je popisován jako „soucitně ironický“. Byl také jedním z prvních čínských spisovatelů, který psal hovorovým jazykem oproštěným od klasických konvencí. K jeho obvyklým tématům patřila kritika sociální situace v Číně a analýza čínského „národního charakteru“. Komunistickým režimem byl často propagován, proto bylo jeho dílo liberálním tchajwanským režimem do konce 80. let 20. století zakázáno. Je ale pro svůj přesný popis problémů soudobé Číny a myšlenkovou složitost uznáván i v západním světě. V češtině vyšel obsáhlý výbor z jeho esejů:
- Eseje, SNKLU, 1964, překlad Berta Krebsová

i sbírky povídek a básní v próze:
- Vřava / Polní tráva, Praha: Svoboda 1951
- Tápání, Praha: SNKLHU 1954
- Ranní květy sebrané v podvečer / Staré příběhy v novém rouše, Praha: SNKLHU 1956
- Revolver Revue IX (1993), 21, s. 257–283: Oheň pod ledem: Lu Sün živý a mrtvý (Myšlenky a aforismy (překlad Martin Hála), Umění a revoluce (překlad Olga Lomová), Neuspořádané myšlenky (překlad Olga Lomová), Dlouhá zeď (překlad Berta Krebsová)